# Clemens Müller

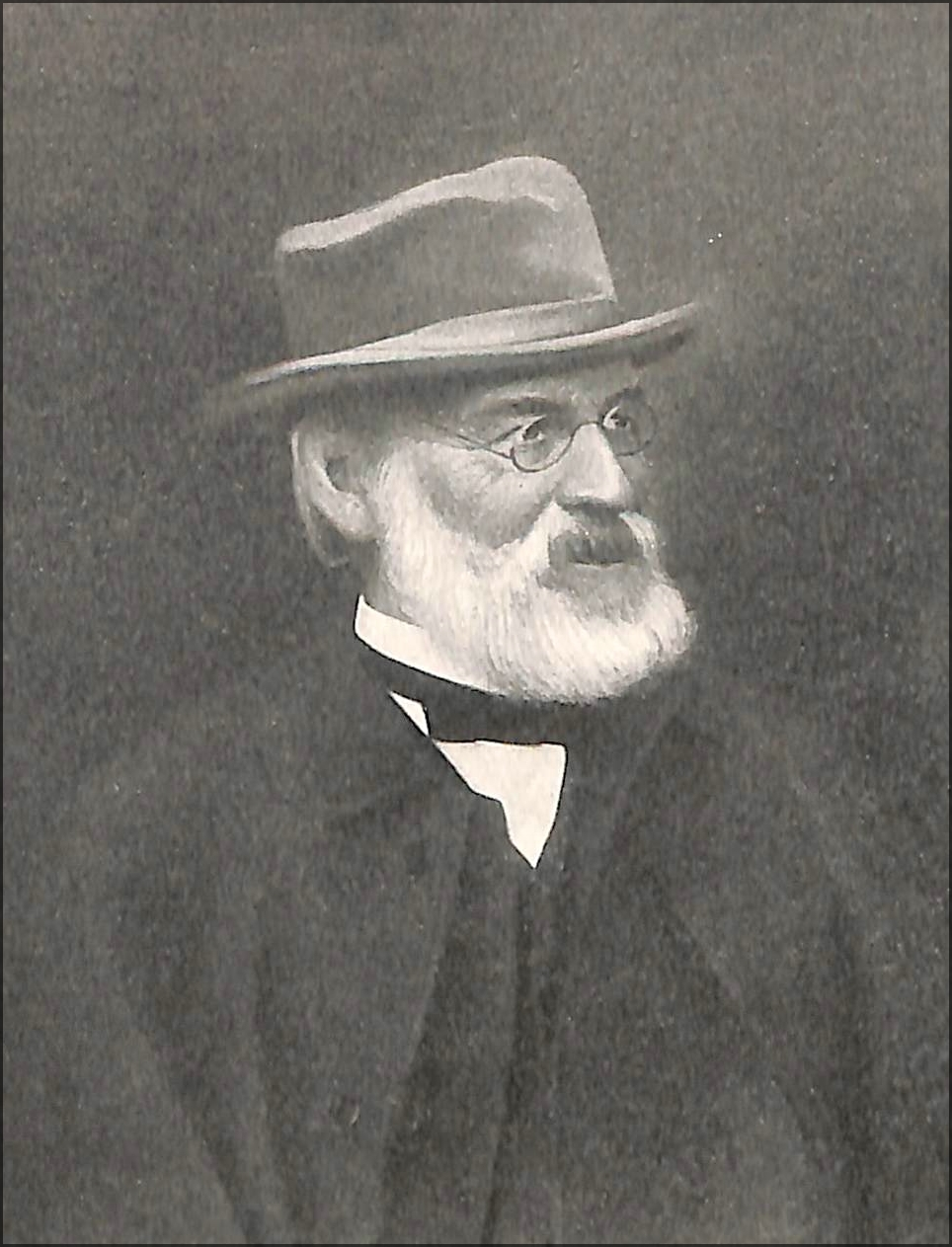
Clemens Müller

Friedrich August Clemens Müller (* 13. Juli 1828 in Dresden; † 16. August 1902 ebenda) war ein deutscher Unternehmer. Er war als Gründer der nach ihm benannten Nähmaschinenfabrik einer der Begründer der Nähmaschinenproduktion in Deutschland.

## Leben und Wirken

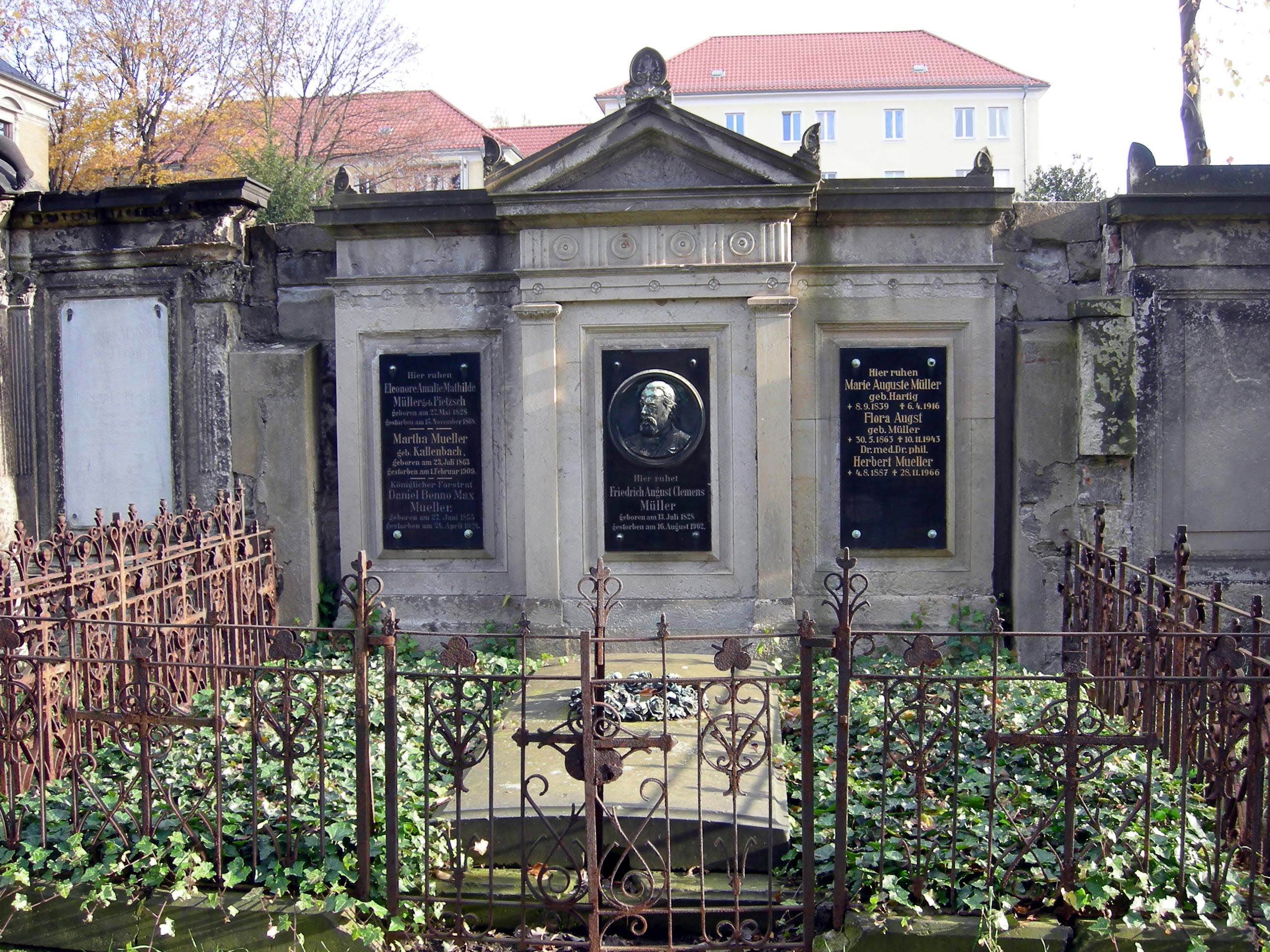
Grab der Familie Clemens Müllers auf dem Alten Annenfriedhof in Dresden

Clemens Müller arbeitete zunächst von 1851 bis 1854 bei der Firma Singer & Co. in New York City. Nach seiner Rückkehr nach Dresden gründete er am 1. Oktober 1855 die erste deutsche Nähmaschinenfabrik mit der auf seinen Namen lautende Firma Clemens Müller.  
Am 1. Oktober 1894 beantragte Clemens Müller den Schutz des Markennamens „Veritas“ für Nähmaschinen beim Kaiserlichen Patentamt. Die Eintragung erfolgte noch im gleichen Jahr unter dem Aktenzeichen M189.
Er heiratete Marie Auguste Hartig, die Schwester des Professors für Mechanische Technologie Karl Ernst Hartig, welche auch in dem Familiengrab auf dem Alten Annenfriedhof beerdigt wurde. 
Clemens Müller starb 1902 in seiner Villa auf der Holzhofgasse 4. Er hinterließ einen Betrieb mit 1300 Arbeitern. Sein Grab befindet sich auf dem Alten Annenfriedhof in Dresden (vom Haupteingang aus rechts an der Friedhofsmauer). Es wurde 2004 renoviert.

## Das Unternehmen Clemens Müller

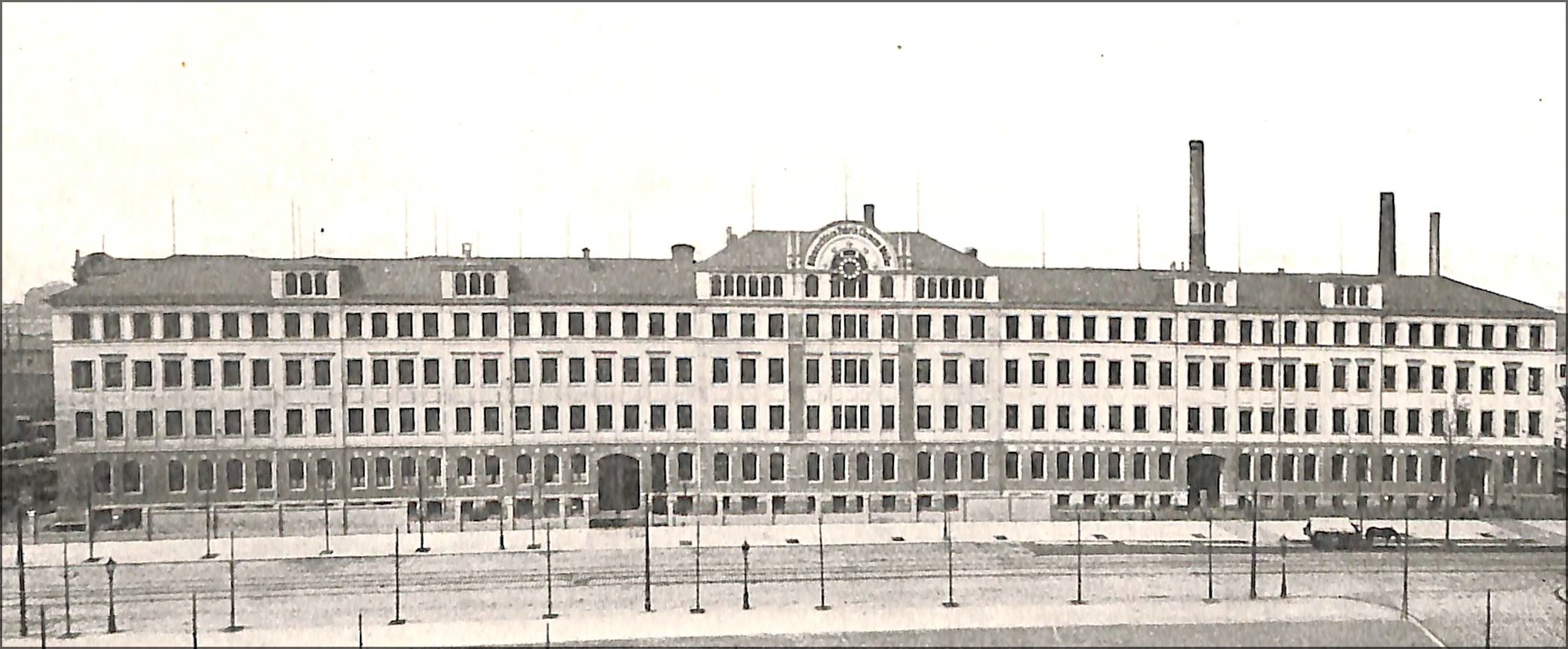
Nähmaschinenwerke C. Müller in Dresden

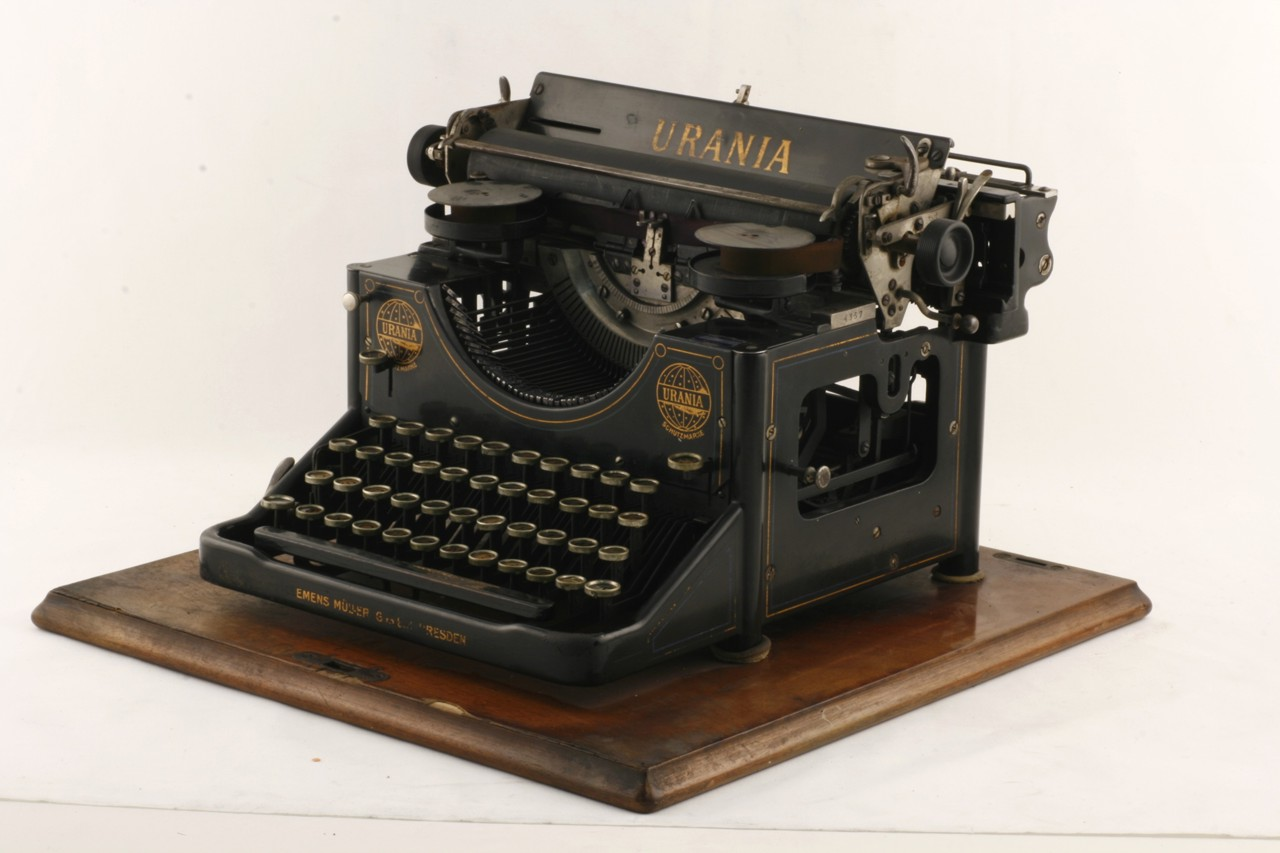
Schreibmaschine Urania der Firma Clemens Müller

Aktie über 1000 RM der Clemens Müller AG vom Februar 1941

Am 1. Oktober 1855 wurde die Firma Clemens Müller in Dresden gegründet. Sie stellte zunächst verschiedene Nähmaschinen her. Die 100.000. Maschine verließ im Jahr 1875 diese Fabrik. Dieses Exemplar befindet sich heute in den Technischen Sammlungen Dresden. Im Jahr 1874 wurde ein zweites Werk eröffnet, und 1881 war Clemens Müller das größte Nähmaschinenunternehmen Europas mit bis dahin 200.000 produzierten Maschinen.
Die Firma Clemens Müller wurde 1903 in eine GmbH umgewandelt und blieb bis 1918 in Familienbesitz. Danach wurde sie in die Clemens Müller Aktiengesellschaft überführt. Die sozialen Einrichtungen der Firma, insbesondere die eigene Krankenkasse und die Clemens-Müller-Stiftung für Bedürftige, waren ihrer Zeit weit voraus.
1909 erfolgte die Produktionsaufnahme von Büroschreibmaschinen des Typs „Urania“. Die seit 1920 produzierte „Urania-Vega“ war die erste Schreibrechenmaschine mit Längs- und Queraddierwerk. Weitere bekannte Marken der Firma waren für Nähmaschinen „Stella“ und „Original Saxonia“, sowie für Kleinschreibmaschinen „Perkeo“ (ab 1912), „Piccola“ (ab 1925) und „Klein-Urania“ (ab 1935).
Nach der Enteignung 1945/46 wurde der Betrieb 1951 zusammen mit der ehemaligen Firma Seidel & Naumann als VEB Mechanik Schreibmaschinenwerke Dresden (SWD) geführt, 1960 jedoch wieder ausgegliedert als VEB Reglerwerk Dresden. Hier wurden noch bis 1990 mechanische und elektrotechnische Geräte und Bauteile hergestellt.
In der Folge von Umstrukturierungen wurden die Rechte auf die Nähmaschinenmarke „Veritas“ 1955 vom VEB Nähmaschinenwerk Wittenberge übernommen und gingen nach 1990 über die Firmen Singer und Pfaff 2002 schließlich an die Crown Technics GmbH Heilbronn, eine Tochter der Bernina Nähmaschinenfabrik.

## Ehrungen
Die frühere Straße 10 auf dem Gelände der ehemaligen Artillerie-Werkstätten in der Dresdner Albertstadt wurde 1997 in Clemens-Müller-Straße umbenannt.